# Flechtheim (Ort)
Flechtheim war der Name einer heute verschwundenen Villikation westlich von Brakel, Kreis Höxter.

## Geschichte
Die Endung „...heim“ verweist auf eine Entstehung während der fränkischen Landnahme, also vor 780. Nach der Gründung des ca. 22 km westlich gelegenen Stiftes Heerse im Jahre 868 kam es in dessen Besitz.
1173 erschien ein Alexander de Fleghten. In der Folgezeit gab es weitere Personen, die sich nach dem Ort „von Flechtheim“, „von Vlechten“ o. ä. nannten und dort umfangreiche Güter und Rechte besaßen. Spätestens seit Beginn des 15. Jahrhunderts zog – möglicherweise durch Einheirat – die Familie von Haxthausen den Zehnt daraus.
1370 und 1406 bestätigte ein Iohannes von brakele (Brakel), Bürger zu lemege (Lemgo), eine hove (Hufe) Landes zu Vlechten vor brakel von Cord Bosen, Noltes Sohn, als Lehen empfangen zu haben. 1416 hat die Familie von Haxthausen offenbar schon umfangreichen Grundbesitz in Flechtheim, denn der Knappe Johan van Haxthusen und seine Frau Adele verkaufen dem Johan Nulner dem Jüngeren, Bürger zu Brakel, und seiner Frau Elke für 100 rheinische Gulden ihren zehntfreien Hof zu Vlechten, den derzeit Hans Rumestal, Hans Eynghelhardes und Henrich Eynghelhardes bebauen, de ghelegen is vor dre hove landes. 1497 wird der Große Hof in Flechtheim erneut als lehnspflichtiger Besitz der Familie von Haxthausen erwähnt. Lehnsherr war Bischoff Symon von Paderborn. 1533 wurden das Flechtmer velde und das Flechtheimer Holz erwähnt. 1620 verkaufte Magdalena von Oienhausen Teile des Flechtheimer Holzes an die Stadt Brakel.
Noch heute wird der westlich von Brakel gelegene bewaldete Hügel Flechtmer Berg genannt. Der zu ihm führende Weg heißt Flechtheimer Weg und der an ihm gelegene, seit 1864 durch die Familie Berendes bewirtschaftete Bauernhof heißt Flechtheimer Hof oder Flechtmer Hof.
Die aus Brakel stammende Familie Flechtheim hat sich nach dem preußischen Judenedikt von 1812  offenbar ebenfalls nach dem Ort benannt.